# Abu Yahya ibn Abd al-Haqq

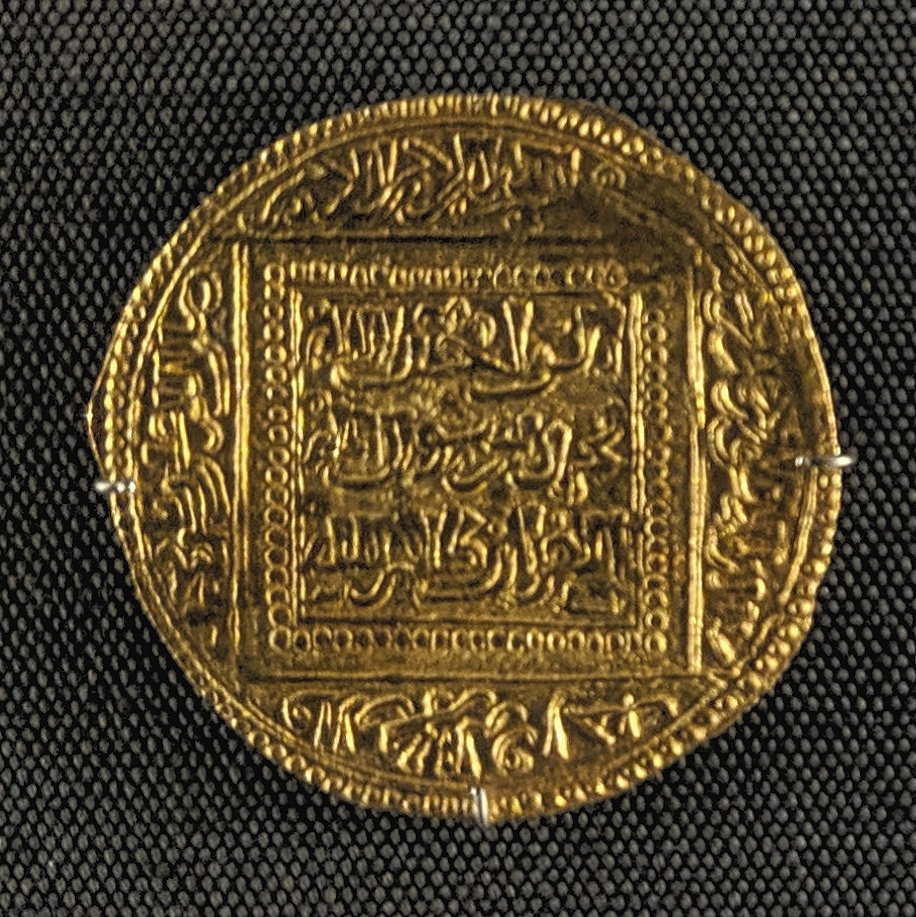
dinar de oro de Abu Yahya

Abu Yahya Ibn Abd al-Haqq (muerto en 1258?) fue un rey meriní. Él era el hijo de Abd al-Haqq I y hermano de Uthmán I y Muhámmad I. Durante su periodo como jefe de los benimerines, conquistó Fez, de la que hizo su capital. Los almohades trataron de contraatacar, pero fracasaron.
| Predecesor: Muhámmad ibn Abd al-Haqq | Sultán Meriní 1244-1258 | Sucesor: Abu Yúsuf Yaaqub |

- Datos: Q335461
- Multimedia: Abu Yahya ibn Abd al-Haqq / Q335461